# Jammin' the Blues
Pour plus de détails, voir Fiche technique et Distribution.
Jammin' the Blues est un court-métrage américain réalisé par Gjon Mili, sorti en 1944. Il s'agit d'un film sur le jazz.
Le film fait partie du fonds de préservation du National Film Registry depuis 1995.
Le réalisateur, Gjon Mili, est un photographe albanais émigré aux États-Unis en 1923, qui innove à l'époque avec une nouvelle façon de filmer le jazz.

## Synopsis
Ce court-métrage est une jam session de plusieurs musiciens de jazz afro-américains dont Lester Young, Marie Bryant au chant et le danseur Archie Savage qui fait du Jitterbug dans une ambiance sombre qui correspond à la musique. Le film a été révolutionnaire en son temps et a été une vitrine pour les musiciens et les artistes alors peu connus qui, autrement, n'auraient pas été ainsi exposés au public.

## Fiche technique
- Titre : Jammin' the Blues
- Réalisation : Gjon Mili
- Production : Gordon Hollingshead
- Photographie : Robert Burks
- Pays d'origine :  États-Unis
- Format : Noir et blanc
- Durée : 10 minutes
- Date de sortie : 1944

## Distribution
- Lester Young
- Red Callender
- Harry Edison
- Marlowe Morris
- Sidney Catlett
- Barney Kessel
- Jo Jones
- John Simmons
- Illinois Jacquet
- Marie Bryant
- Archie Savage